# Gondar (Amarante)
Gondar és una freguesia portuguesa del municipi d'Amarante, amb 9,64 km² d'àrea i 1.686 habitants (en el cens del 2011). La densitat poblacional n'és de 174,9 hab./km².

## Població
| Població de la freguesia de Freixo de Gondar | Població de la freguesia de Freixo de Gondar | Població de la freguesia de Freixo de Gondar | Població de la freguesia de Freixo de Gondar | Població de la freguesia de Freixo de Gondar | Població de la freguesia de Freixo de Gondar | Població de la freguesia de Freixo de Gondar | Població de la freguesia de Freixo de Gondar | Població de la freguesia de Freixo de Gondar | Població de la freguesia de Freixo de Gondar | Població de la freguesia de Freixo de Gondar | Població de la freguesia de Freixo de Gondar | Població de la freguesia de Freixo de Gondar | Població de la freguesia de Freixo de Gondar | Població de la freguesia de Freixo de Gondar |
| -------------------------------------------- | -------------------------------------------- | -------------------------------------------- | -------------------------------------------- | -------------------------------------------- | -------------------------------------------- | -------------------------------------------- | -------------------------------------------- | -------------------------------------------- | -------------------------------------------- | -------------------------------------------- | -------------------------------------------- | -------------------------------------------- | -------------------------------------------- | -------------------------------------------- |
| 1864                                         | 1878                                         | 1890                                         | 1900                                         | 1911                                         | 1920                                         | 1930                                         | 1940                                         | 1950                                         | 1960                                         | 1970                                         | 1981                                         | 1991                                         | 2001                                         | 2011                                         |
| 1 323                                        | 1 487                                        | 1 438                                        | 1 522                                        | 1 503                                        | 1 453                                        | 1 546                                        | 1 537                                        | 1 755                                        | 1 828                                        | 1 809                                        | 1 893                                        | 1 760                                        | 1 693                                        | 1 686                                        |

## Història
Fou senyor d'aquesta poble Mendo de Gundar (Astúries, Oviedo - Telões, Portugal), que era cavaller. Vingué a Portugal com a comte Henrique de Borgonha, comte de Portucale, al servei de Teresa de Lleó. A més de ser senyor de Gondar ho fou també de Sâo Salvador de Lafões, i també alcaid major de Celorico de Basto i fundador del Monestir de Gondar. Va viure al municipi de Guestaço, i fou sepultat a Telões.

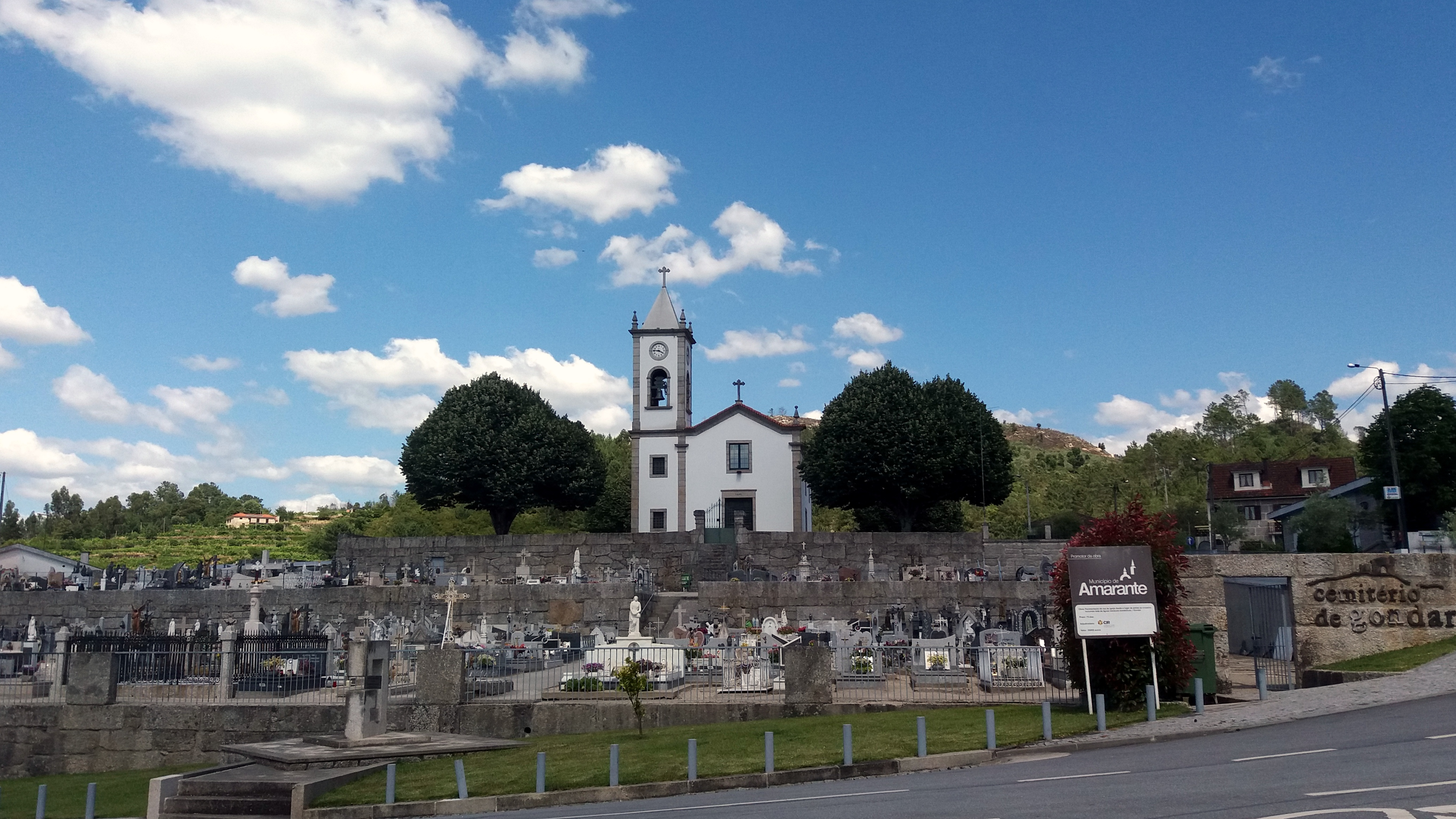
Església parroquial de Gondar

Es casà a Galícia, amb D. Goda, amb qui va tenir:
1. Fernão Mendes de Gundar
2. Lourenço Mendes de Gundar
3. Egas Mendes de Gundar
4. Estevainha Mendes de Gundar
5. Loba Mendes
6. Urraca Mendes

## Patrimoni
- Església Vella de Gondar o simplement església de Gondar.

## Tradicions
En aquesta freguesia destaca la producció de ceràmica d'argila negra. El centre d'olleria de Gondar remunta al segle XVII.